# Interstate 96
I-96 eller Interstate 96 är en amerikansk väg, Interstate Highway.

## Delstater vägen går igenom
- Michigan